# Onthophagus maki
Onthophagus maki là một loài bọ cánh cứng trong họ Bọ hung (Scarabaeidae).